# Транспорт в Джибути
Транспорт в Джибути — наиболее развитая отрасль экономики. Морской порт Джибути — государственное предприятие с пропускной способностью 1,5 млн.т сухих грузов и 2 млн.т жидкого топлива в год. С 2000 года порт сдан в 20-летнюю концессию арабскому эмирату Дубаю. С 2006 года функционирует новый глубоководный порт Дорале с контейнерным терминалом мощностью 1,2 млн контейнеров в год и зоной свободной торговли.
Протяженность автомобильных дорог — свыше 3000 км, в том числе с твёрдым покрытием — около 1,3 тыс. км.
В стране имеется 13 аэропортов, из них 3 — с ВПП с твёрдым покрытием.
Общая длина железнодорожной сети составляет 781 км. В конце 1990-х годов транспорт общего пользования, прежде всего железнодорожный, был приватизирован. Концессионная документация была подготовлена и введена в действие консультационной фирмой Louis Berger при содействии двух фирм из Швеции.
Железная дорога Джибути — Аддис-Абеба (джибутийский участок — 100 км) находится в ведении совместной джибутийско-эфиопской компании. Строительство джибутийского участка дороги с шириной колеи 1000 мм завершено в 1900 году. В локомотивном парке главным образом тепловозы. С 1998 г. в связи с закрытием для Эфиопии эритрейских морских портов из-за конфликта между двумя странами, грузоперевозки по маршруту Аддис-Абеба-Джибути- Аддис-Абеба возросли в 4-5 раз.